# 김경자 (탁구 선수)
김경자(金庚子, 1960년 2월 3일 ~)은 대한민국의 탁구 선수이다. 1981년 유고슬라비아 노비사드에서 열린 세계 선수권 대회에서 여자 단체전 은메달을 획득하였다.

## 서훈
- 1980.10.21 백마장(체육훈장)[3]